# Михр

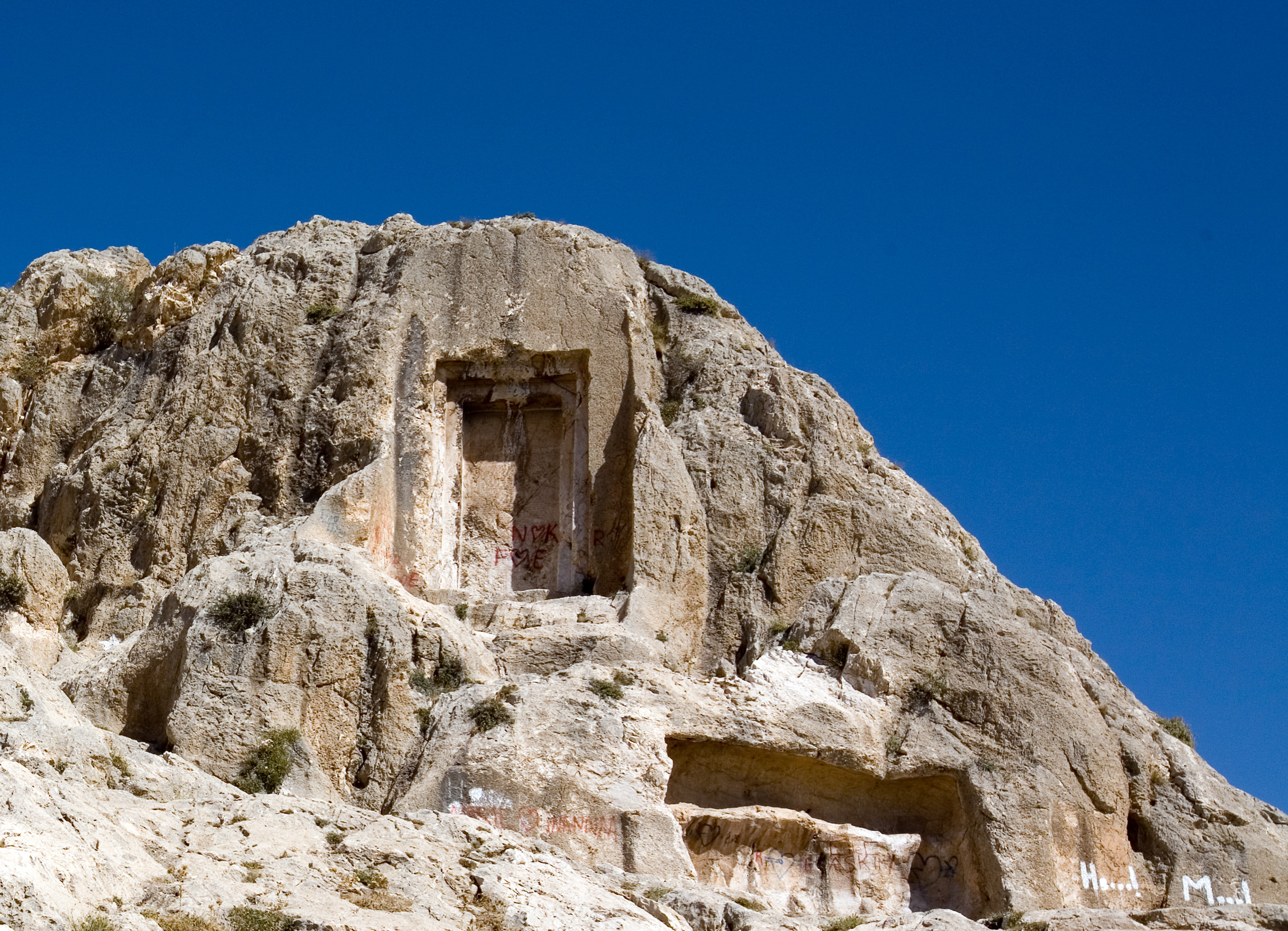
Так называемая «Дверь Мгера» — «ворота бога» близ урартской столицы Русахинили

Михр, Мгер, Мхер (арм. Միհր от пехл. 𐭌𐭕𐭓𐭉 (mtry /⁠Mihr⁠/) «Митра») — в древнеармянской мифологии бог солнца, небесного света и справедливости. Сын Арамазда, брат Анаит и Нанэ.

## Описание
В армянском эпосе «Сасна црер» («Давид Сасунский») есть два персонажа с таким именем — Мгер (Михр) Старший и Михр Младший (внук предыдущего, сын Давида Сасунского). Согласно армянской мифологической традиции Михр совершает ряд подвигов, сражается со львом, убивающим мирных жителей, спасает от наводнения город Джезиру, сбрасывая в реку скалу, которая делит её на рукава и борется с несправедливостью в мире. Михр Младший, встречаясь со своим отцом Давидом, сражается с ним, не зная, что это его отец, и побеждает его. Униженный Давид проклинает Михра, обрекая его на бездетность и несчастье. Михру, таким образом, не удаётся победить несправедливость, земля перестает держать его и его коня, и он вязнет в земле. Посоветовавшись с могилами своих родителей, Михр слышит их завет ждать наступления справедливости в скале. Михр ударяет по скале мечом, она расступается, впуская Михра и его коня. Далее, с разной периодичностью в зависимости от версии (2 раза в год или каждую субботу) Михр выходит из скалы и проверяет, наступил ли справедливый мир. Если это случится, то Михр сможет покинуть скалу навсегда.

## Культ
Широко почитался в Армении в дохристианское время, вероятно распространился под влиянием империи Ахеменидов, принесшей на Армянское нагорье традиции зороастризма. Главный храм поклонения божеству находился в Багаариче. Вероятно, что языческий храм в Гарни был местом поклонения Михру. Вблизи города Ван, на территории современной Турции сохранился жертвенник Михра, т. н. «дверь Мхера» (пехл. Der-i Mihr), который в более древние времена был высечен урартами во время правления царя Ишпуини (828—810 гг. до н. э.) и использовался для почитания урартских богов.
Следы почитания Михра сохранились в древнем армянском календаре в названиях седьмого месяца («Мегеки», «Мехекан») и восьмого дня месяца («Мигр»). В армянской ономастике и топонимике сохранилось свыше 150 слов, связываемых с Михром. После распространения христианства в Армении образ Михра сохранялся в духовных песнях. Трансформированный образ Михра, разделённый на Мгера младшего и Мгера старшего, сохранился в армянском эпосе Сасна Црер.